# Gehlberg
Gehlberg is een plaats en voormalige gemeente in de Duitse deelstaat Thüringen.
Gehlberg telt  inwoners.

## Geschiedenis
De gemeente maakte deel uit van de Verwaltungsgemeinschaft Oberes Geratal todat deze op 1 januari 2019 werd opgeheven. Gehlberg werd een Ortsteil van Suhl en verliet daarmee de Ilm-Kreis waar de gemeente daarvoor deel van uitmaakte.
Albrechts · Dietzhausen · Gehlberg · Goldlauter-Heidersbach · Mäbendorf · Schmiedefeld am Rennsteig · Vesser · Wichtshausen